# 錯覺相關
错觉相关是指两种事物无相關性或关联较弱，但人们卻誤以為认为它们之间存在关联或存在极强关联。由於罕見或新奇的事件較為顯著，因此容易吸引人的注意力，因此可能會形成錯誤的關聯。這種現象是刻板印象形成和持續的一種方式。 Hamilton & Rose (1980)發現，刻板印象會讓人們預期某些群體和特徵會合在一起，然後高估這些關聯實際發生的頻率。這些刻板印象可以在刻板印象的持有者和它所針對的群體之間沒有任何實際接觸的情況下被學習和延續。

## 歷史
「错觉相关」（Illusory correlation）一詞最初是由Chapman（1967年）所創造，用來描述當顯示出與眾不同且不尋常的資訊時，人們會高估兩個群體之間關係的傾向。 Chapmans駁斥了許多臨床醫師在羅夏克墨漬測驗中廣泛使用的惠勒同性戀徵兆，因此這個概念被用來質疑臨床心理學中的客觀知識。

### 來源
- Hamilton, David L.; Rose, Terrence L. . Journal of Personality and Social Psychology. 1980, 39 (5): 832–845. doi:10.1037/0022-3514.39.5.832.
- Kunda, Ziva. . MIT Press. 1999. ISBN 978-0-262-61143-5. OCLC 40618974.
- Plous, Scott. . McGraw-Hill. 1993. ISBN 978-0-07-050477-6. OCLC 26931106.
- Whitley, Bernard E.; Kite, Mary E. . Belmont, CA: Wadsworth. 2010. ISBN 978-0-495-59964-7. OCLC 695689517.